# Шевырёв, Иван Яковлевич
Иван Яковлевич Шевырёв (1859—1920) — русский энтомолог, специалист в области лесной энтомологии, открывший сложные аспекты биологии жуков-короедов.

## Биография
Родился в 1859 году в городе Харькове.
Среднее образование получил в Харьковской 3-й гимназии, где кончил курс в 1878 году. В 1883 году окончил физико-математический факультет Харьковского университета. Был воспитателем при пансионе гимназии Гуревича в 1884 году.
В 1886—1899 годах был ассистентом при кафедре зоологии Санкт-Петербургского лесного института. В 1898—1917 годах служил в Лесном департаменте Министерства земледелия и государственных имуществ.
Основные труды посвящены лесной энтомологии. Главным образом И. Я. Шевырёв изучал короедов и других вредителей древесных пород. Он начал изучение насекомых степных искусственно разведённых лесов. Ряд его работ посвящены паразитическим перепончатокрылым.
Шевырёвым предложен точный метод для изучения личинок перепончатокрылых. Ему принадлежит также идея метода интоксикации растений для уничтожения вредителей. Под его редакцией изданы переводы сочинений Фабра и Штандфуса.
Умер 7 июля 1920 года.